# Ronnie Cord
Ronnie Cord (Manhuaçu, 1943. január 22. – Rio de Janeiro, 1986. január 6.) brazil énekes. Édesapja a karmester Hervé Cordovil volt, teljes neve Ronald Cordovil. Műveit főleg az RCA Victor vette fel, több nagy slágert is énekelt munkássága alatt.